# Fotbal Club Unirea 2006 Alba Iulia
Maillots
Le FC Unirea Alba Iulia est un club roumain de football basé à Alba Iulia.
Le club atteint les demi-finales de la coupe de Roumanie lors de la saison 1990-1991. Il se classe sixième du championnat de Roumanie lors de la saison 2003-2004, ce qui constitue son meilleur classement à ce jour.

## Historique
- 1924 : fondation du club sous le nom de Unirea Mihai-Viteazu Alba-Iulia
- 1947 : le club est renommé
- 1970 : le club est renommé Unirea Alba-Iulia
- 1997 : le club est renommé FC Apulum Alba-Iulia
- 2007 : le club est renommé FC Unirea Alba-Iulia

## Palmarès
- Championnat de Roumanie de deuxième division :
  - Champion : 2003, 2009
  - Vice-champion : 1994

- Championnat de Roumanie de troisième division :
  - Champion : 1979, 1984, 1988
  - Vice-champion : 1982

## Identité visuelle

Ancien logo.
Logo actuel.